# Sony Alpha DSLR-A700
Sony Alpha DSLR-A700 — цифровой зеркальный фотоаппарат полупрофессионального уровня серии Alpha (α) компании Sony, анонсированный 6 сентября 2007. Ориентирован на продвинутых фотолюбителей. А700 не имеет прямого предшественника в линейке Sony, однако его можно рассматривать как преемника Konica Minolta Dynax 7D.
Фотоаппарат снят с производства в 2009 году. В феврале 2010 года компания представила макет модели, призванной стать преемником A700. Преемником A700 стал Sony SLT-A77.